# Fourvière (funiculaire de Lyon)
Pour l’article homonyme, voir Fourvière.
Fourvière est une station de funiculaire française de la ligne F2 du funiculaire de Lyon, couramment appelée « Funiculaire de Fourvière », située sous la place de Fourvière, dans le quartier de Fourvière dans le 5e arrondissement, préfecture de la région Auvergne-Rhône-Alpes.
Elle est mise en service en 1900, lors de l'ouverture à l'exploitation de la ligne F2 dont elle constitue depuis lors la gare supérieure.

## Situation ferroviaire
La station Fourvière est située sur la ligne 2 du funiculaire de Lyon, qui relie la station Vieux Lyon - Cathédrale Saint-Jean à celle-ci.

## Histoire
La station « Fourvière » est mise en service le 6 septembre 1900, lors de l'ouverture officielle de l'exploitation du funiculaire de Fourvière.
Elle est construite en souterrain sous la place formant l'esplanade de la basilique Notre-Dame de Fourvière. Elle est constituée d'une voie unique encadrée par deux quais, l'un pour la montée des voyageurs et l'autre pour la descente, et la machinerie du funiculaire est visible depuis les quais. Il n'y a pas de personnel, des automates permettent l'achat et d'autres le compostage des billets.
En 2001, elle est équipée d'un ascenseur pour les personnes à mobilité réduite et le 7 mars 2006, des portillons d'accès sont installés dans la station.

## Service des voyageurs

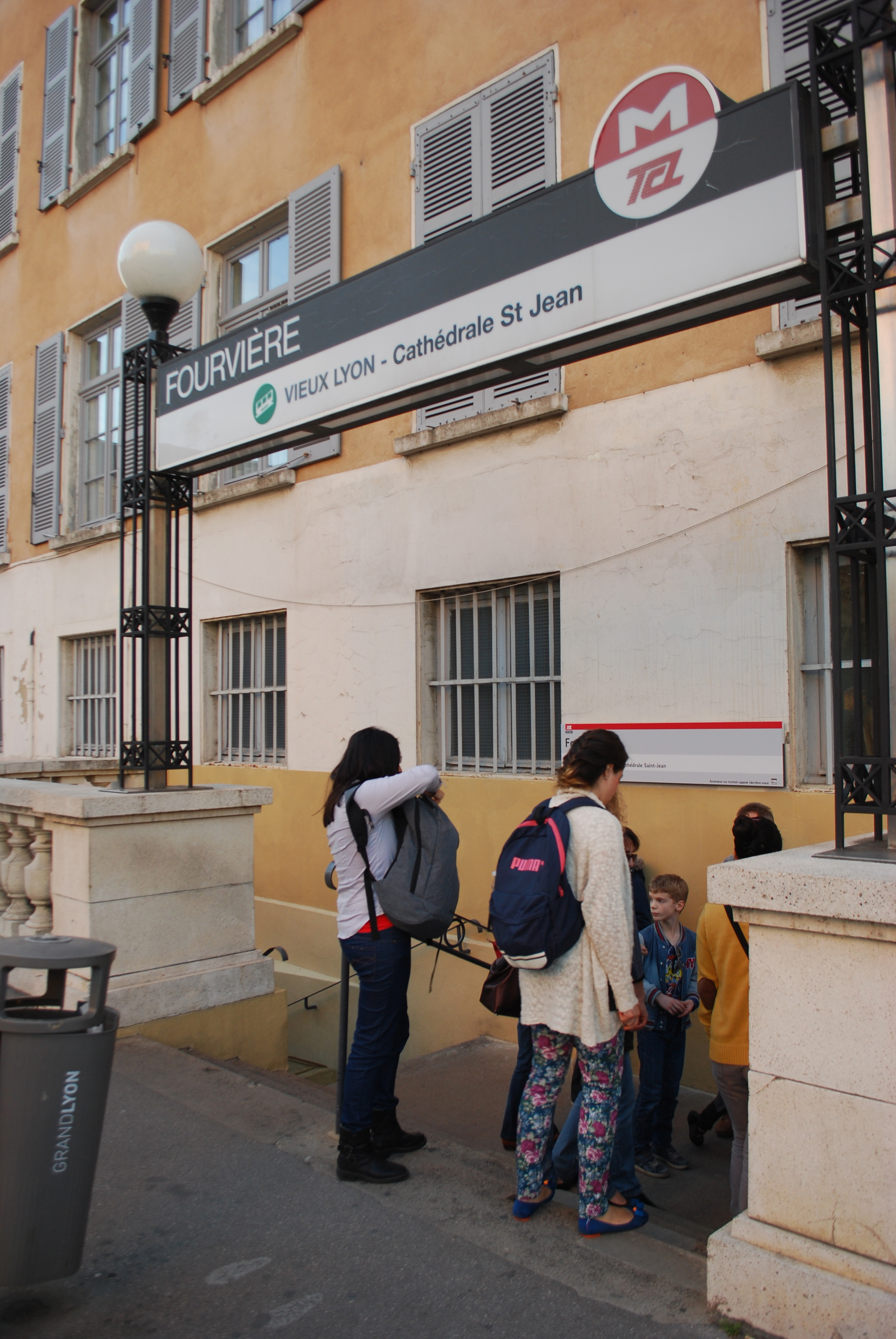
Accès de la station.

### Accueil
La station compte un seul accès face à la basilique, contre un immeuble, qui se dédouble en deux escaliers menant à chacun des quais. Elle dispose de distributeur automatique de titres de transport et de valideurs couplés avec les portillons d'accès.

### Desserte
Fourvière est desservie par toutes les circulations de la ligne.

### Intermodalité
Il n'y a pas de correspondance possible, l'arrêt de bus à proximité n'étant utilisé que pour les navettes de remplacement en autobus en cas d'interruption du service du funiculaire.
Outre les rues et places avoisinantes, elle permet de rejoindre à pied différents sites, notamment : la basilique Notre-Dame de Fourvière, le parc des Hauteurs et la tour métallique de Fourvière, ainsi qu'un panorama imprenable sur Lyon depuis l'esplanade de la basilique.